# Nogkau (nogkauskoje sielskoje posielenije)
Nogkau (ros. Ногкау) – wieś w Rosji, w Osetii Północnej, w rejonie ałagirskim. W 2010 liczyła 934 mieszkańców.